# Roholte Sogn

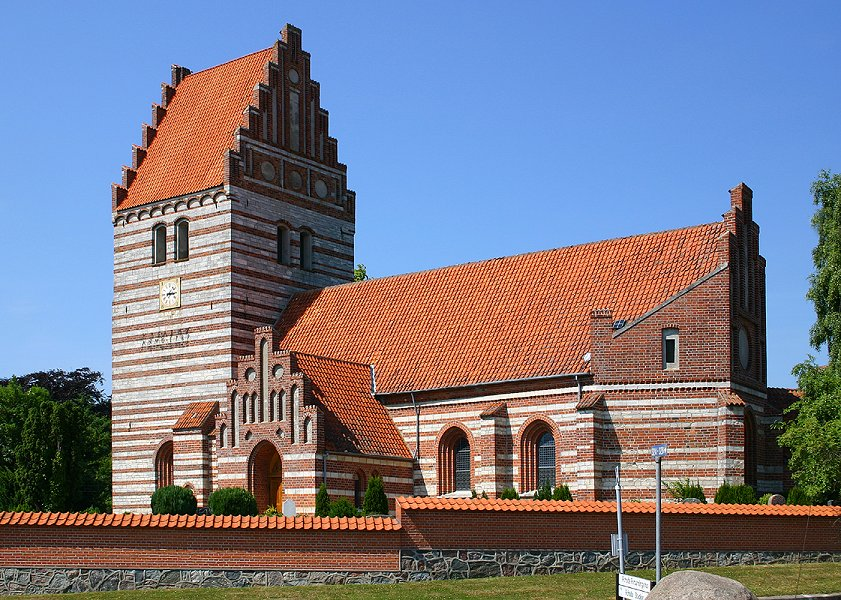
Roholte Kirke

Roholte Sogn ist eine Kirchspielsgemeinde (dän.: Sogn) auf der Insel Sjælland im südlichen Dänemark. Bis 1970 gehörte sie zur Harde Fakse Herred im damaligen Præstø Amt, danach zur Fakse Kommune im Storstrøms Amt, die im Zuge der  Kommunalreform zum 1. Januar 2007 in der Faxe Kommune in der Region Sjælland aufgegangen ist. Im Kirchspiel leben 797 Einwohner (Stand: 1. Januar 2023).
Nachbargemeinden sind im Nordwesten Kongsted Sogn, im Norden Faxe Sogn und im Nordosten Hylleholt Sogn.
Im Kirchspiel liegt die Roholte Kirke, die mit Specklagen von Backstein zwischen den Natursteinschichten errichtet wurde.